# شهرستان شی (کایفنگ)
شهرستان شی (به انگلیسی: Qi County) یک شهرستان در چین است که در کایفنگ واقع شده‌است. شهرستان شی ۱٬۲۴۳ کیلومتر مربع مساحت و ۱٬۰۵۰٬۰۰۰ نفر جمعیت دارد.